# Die Schweizermacher (Musical)

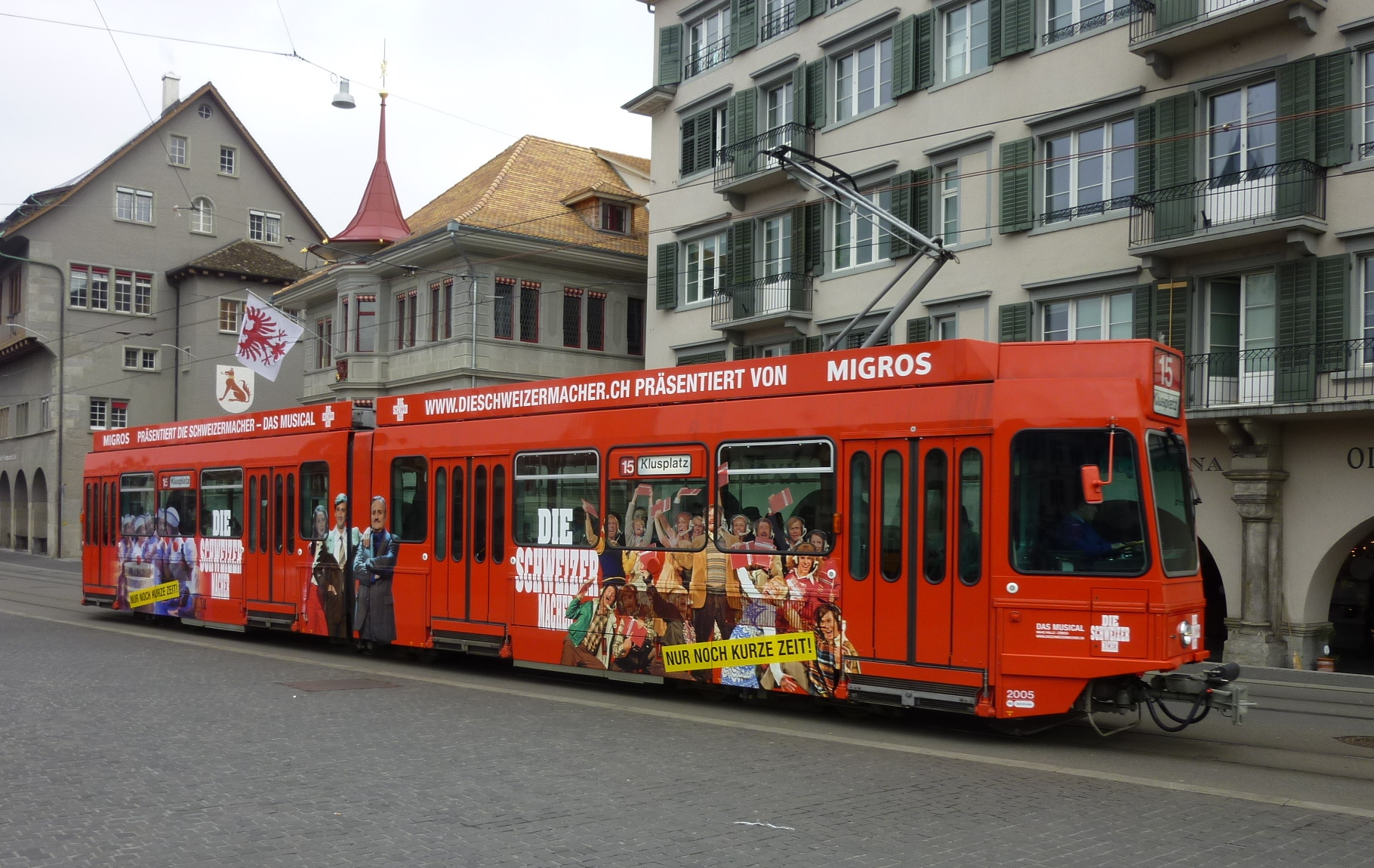
Tram «Die Schweizermacher», Zürich 2011

Die Schweizermacher ist die Bühnenadaption des gleichnamigen Films von Rolf Lyssy, welche vom Autor Paul Steinmann geschrieben und von Stefan Huber in Szene gesetzt wurde. Die Musik und die Liedtexte zum Musical Die Schweizermacher stammen von Markus Schönholzer. 20 Musicaldarsteller präsentieren in Begleitung einer fünfköpfigen Liveband eine witzige und romantische Geschichte mit Musik. Das Musical des Produzentenduos Darko Soolfrank und Guido Schilling (Space Dream, Deep, Ewigi Liebi) hatte am 16. September 2010 Uraufführung in der Maag Music Hall. Das Stück wurde knapp sieben Monate bis Ende März 2011 gespielt. Nach 130 Vorstellungen hatten rund 80.000 Besucher die Musicalkomödie gesehen.

## Geschichte
Im Sommer 2005 kam es zum ersten Treffen zwischen Darko Soolfrank und dem Schweizermacher-Regisseur Rolf Lyssy. Die Idee, eine Musicaladaption zu produzieren, stiess bei Lyssy auf Interesse. Schon in den 1980er-Jahren spielte er mit dem Gedanken, das Stück als Musical auf die Bühne zu bringen. 
Drei Jahre dauerte fortan die Zusammenstellung des Leading- und Creative-Teams, bevor im Herbst 2008 die ersten Buch- und Textentwürfe aus der Feder von Paul Steinmann vorlagen. Im Juli 2009 fand eine erste Lesung statt. Im November 2009 folgte ein Workshop, bei dem Darsteller einem ausgewählten Publikum eine erste Fassung zeigten. Ab Dezember luden die Macher zu den Auditionen ein. Über 150 Personen sprachen für die Rollen im Musical Die Schweizermacher vor.
Das Musical gelangte am 16. September 2010 zur Uraufführung.

## Handlung
Kantonspolizist Moritz Fischer bewirbt sich bei der Fremdenpolizei. Der bärbeissige Einbürgerungsbeamte Max Bodmer nimmt den Jüngling unter seine Fittiche. Fischer soll lernen, wie Ausländer auf ihre Schweiztauglichkeit und ihren Assimilationswillen zu prüfen sind. Die beiden Beamten observieren Francesco Grimolli, den sozialistischen Italiener, der in einer Schwarzwäldertorten-Fabrik am Fliessband arbeitet, Milena, die in der Schweiz aufgewachsene Balletttänzerin mit jugoslawischen Wurzeln sowie das deutsche Ehepaar Gertrud und Helmut Starke.
Der junge «Schweizermacher» Fischer lernt dabei, die eidgenössische Geschichtslektion eines Italieners genau so einzuordnen wie den Überfall einer spiessbürgerlichen Hauswartin oder das Versöhnungsfondue seines Chefs mit dem deutschen Ehepaar.
Die beiden Einbürgerungsbeamten setzen alles daran, möglichst viel über ihre Klienten in Erfahrung zu bringen. Moritz Fischer verliebt sich in Milena, die schöne Tänzerin. Fischer ist im Dilemma wegen der Beziehung mit einer Einbürgerungskandidatin. Das Techtelmechtel wird ernst, denn auch Milena verliebt sich in ihn. Doch das Glück währt nicht lange. Als Moritz bei einer Party hören muss, er sei doch nur Milenas Weg zum Schweizer Pass, ist die Liebe in Gefahr. 
Ungemach droht auch im Stadthaus. Bodmer stellt der Einbürgerungskommission den Antrag, der Tänzerin das Schweizer Bürgerrecht zu verweigern. In einem Showdown widersetzt sich Fischer seinem wütenden Vorgesetzten.

## Songliste
| Titel                         | bei «Die Schweizermacher» gesungen von                  |
| ----------------------------- | ------------------------------------------------------- |
| Aspiranten Chor               | Moritz Fischer, Heim, Moser                             |
| Choge Cheibe Bölle            | Cast                                                    |
| Muet                          | Francesco Grimolli, Sandra Grimolli, Giancarlo, Roberto |
| Füdlibürger                   | Moritz Fischer, Vater und Mutter Fischer                |
| De eidgenössisch Standardtanz | Frau Galli und Galli-Ensemble                           |
| Nirgendwo – Raum              | Ehepaar Starke                                          |
| Wenn d Wält bliibt stah       | Milena Vakulic und Moritz Fischer                       |
| Tortenpolitik                 | Francesco Grimolli und Tortenensemble                   |
| Blueme nützed nüt             | Milena Vakulic und Moritz Fischer                       |
| Demokratie                    | Max Bodmer und Cast                                     |
| Gleis dini Liebi uf           | Max Bodmer, Moritz Fischer, Bähndler-Ensemble           |
| Liebeslied                    | Milena Vakulic und Moritz Fischer                       |
| Choge Cheibe Schwizer         | Francesco und Sandro Grimolli, Ehepaar Starke           |
| Badwanne - Muet               | Milena Vakulic und Moritz Fischer                       |
| Schweizermacher               | Ensemble                                                |
| Milena tanzt                  | Milena Vakulic                                          |
| Wäg Schwiizer wie dir         | Max Bodmer und Moritz Fischer                           |
| Heimathymne                   | Cast                                                    |

## Ensemble
| Name                                         | Rolle |
| -------------------------------------------- | --- |
| Rolf Sommer                                  | Moritz Fischer                                                                                              |
| Andrea Zogg                                  | Max Bodmer                                                                                                  |
| Iréna Flury                                  | Milena Vakulic                                                                                              |
| Claudio Brentini (1. Besetzung) Fabio Romano | Francesco Grimolli                                                                                          |
| Hans Neblung                                 | Dr. Helmut Starke                                                                                           |
| Kerstin Marie Mäkelburg                      | Gertrud Starke                                                                                              |
| Walter Andreas Müller                        | Frau Galli                                                                                                  |
| Pamela Zottele                               | Sandra Grimolli, Frl. Svoboda, Frl. Künzli, Tina, Pam u.a.; Cover: Frau Galli                               |
| Gabriela Ryffel                              | Martha, Frl. Virolainen, Giancarlo, Gabi u.a.; Cover: Milena Vakulic                                        |
| Markus Buehlmann                             | Yves, Heim, Hr. Kovacs, Hamit u.a.; Cover: Francesco Grimolli                                               |
| Mario Gremlich                               | Lehrer, Vater Fischer, Direktor, Personalchef, Präsident, Mario u.a.; Cover: Max Bodmer, Francesco Grimolli |
| Franziska Lessing                            | Frau Smirnov, Mutter Fischer, Niki, Francoise u.a; Cover: Gertrud Starke                                    |
| Martin Bacher                                | Moser, Hr. Magnusson, Toni, Jean-Martin u.a.; Cover: Moritz Fischer                                         |
| Jaymee Bellprat                              | Heidi, Frl. Pinkerton, Roberto, Antje, Jamie, Milena-Double u. a.                                           |
| Sven Olaf Denkinger                          | Manfred, Hr. Schröder, Sean u.a.; Cover: Dr. Helmut Starke                                                  |
| Tina Ajala                                   | Frl. Kazumba, Joanne, Aja u.a.                                                                              |
| Sean Stephens                                | Luigi, Hr. Salimbeni, José u.a.                                                                             |
| Anton Perez                                  | Hr. Santos, Luiz, Anatol u.a.                                                                               |
| Evelyn Baehler                               | Swing, Dancecaptain                                                                                         |
| Adrian Hochstrasser                          | Swing |